# Jonesville (Karolina Południowa)
Jonesville – miasto w Stanach Zjednoczonych, w stanie Karolina Południowa, w hrabstwie Union.